# Pengershof
Der Pengershof (auch Pengerhof, Penger Hof oder Pingerhof, früher auch Pöngers) ist ein Gutshof in der niederösterreichischen Marktgemeinde Dobersberg.

## Geschichte
Der zur KG Reinolz gehörende Hof wurde 1632 zum Edelsitz und scheint daher auch bloß als Edelhof auf. Denn der damalige Eigentümer, Christoph Jakob Lansperger, erhielt von Kaiser Ferdinand II. das Adelsprädikat und nannte sich fortan  Chr. J. Lansperger von Pengershof. Er erweiterte seine Besitzungen ins Gebiet des im Dreißigjährigen Krieg verwüsteten Ortes Pöngers. 1691 gelangte der Hof in den Besitz von Leopold Joseph von Lamberg, der auch die Herrschaft Ottenstein und die Herrschaft Gilgenberg besaß. Mit der Aufhebung der Grundherrschaft verfiel der Pengershof zusehends, in den 2000ern wurde er aber renoviert und wieder landwirtschaftlich genutzt.
Von Pöngers existiert heute nur mehr das freistehende Pengershäusl.